# Postelichus
Postelichus é um género de escaravelho aquático da família Dryopidae, descrito por Nelson em 1989, a partir da separação de algumas espécies do género Helichus.

## Espécies
- Postelichus confluentus, (Hinton, 1935)
- Postelichus immsi, (Hinton, 1937)
- Postelichus musgravei, (Hinton, 1935)
- Postelichus productus, (LeConte, 1852)[3]